# Gymnothorax chlamydatus
Gymnothorax chlamydatus är en fiskart som beskrevs av Snyder, 1908. Gymnothorax chlamydatus ingår i släktet Gymnothorax och familjen Muraenidae. Inga underarter finns listade i Catalogue of Life.